# Środek gaśniczy

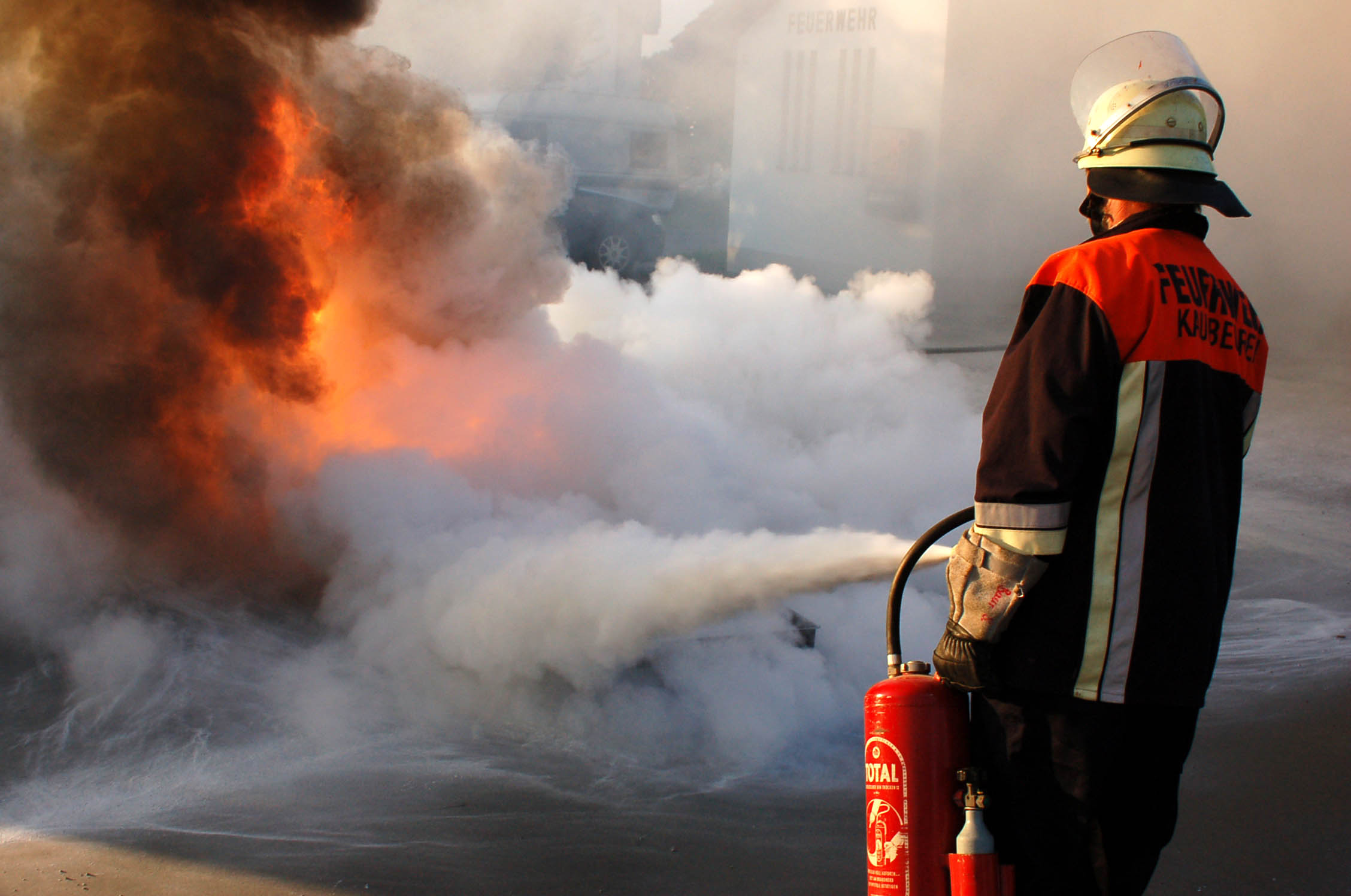
Środek gaśniczy w formie proszka gaśniczego

Środek gaśniczy – substancja w postaci ciała stałego (np. proszek gaśniczy, piasek), ciekłego (np. woda, piana gaśnicza) lub gazowego (np. halon, dwutlenek węgla, mieszanina argonu i azotu), który po odpowiednim wprowadzeniu do strefy ognia powoduje przerwanie procesu palenia. Substancje te mogą ochładzać palące się obiekty, obniżać stężenie utleniacza lub izolować materiał palny.